# Делореан, Джон
Джон Захария Делореан (англ. John Zachary DeLorean, 6 января 1925, Детройт, Мичиган — 19 марта 2005, Саммит, Нью-Джерси) — американский инженер румыно-венгерского происхождения, менеджер, конструктор автомобилей.

## Биография
Джон Захария Делореан родился в Детройте в 1925 году. Его отец работал на заводе Форда неквалифицированным рабочим, принимая активное участие в профсоюзном движении, и подрабатывал плотником. Джон вместе с отцом работал над стоявшим в гараже автомобилем Ford Model A.
Джон Делореан с детства понял важность хорошего образования. Он получил стипендию в Лоуренсовском технологическом институте. В 1943 году Джона призвали в армию. После демобилизации он вернулся в Детройт. Окончив обучение в Лоуренсовском институте, где он получил степень бакалавра машиностроения, в 1952 году он поступил в Крайслеровский институт и стал магистром автомобилестроения.

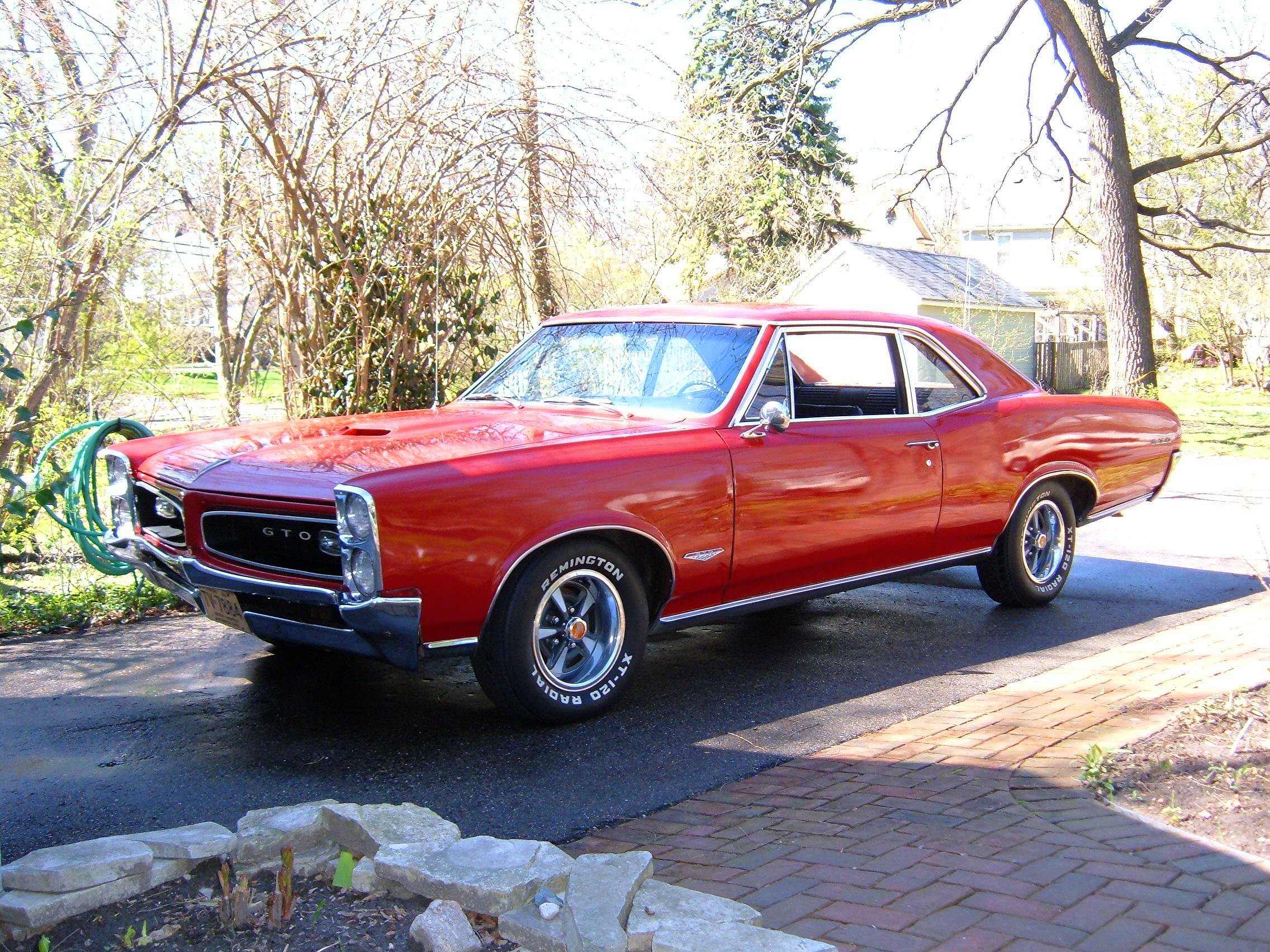
Pontiac GTO

После недолгой работы инженером-технологом на заводе Chrysler, Делореана пригласили в фирму Packard. Под руководством инженера Фореста Макфарланда он разработал автоматическую коробку передач Twin Ultramatic. В 1956 году компания Packard была куплена фирмой Studebaker. Вице-президент General Motors Оливер Келли предложил Джону на выбор пять должностей в разных подразделениях концерна. Делореан выбрал Pontiac.
Там он начал работать под руководством Эмиля Кнудсена, сына бывшего президента GM Уильяма Кнудсена. Во время работы в Pontiac он разработал и запатентовал поворотный сигнал, шарнирные «дворники», резиновый бампер и многое другое. Всего Делореан получил более 200 патентов, и к 1961 году занял должность главного инженера компании. Делореан создал модель Pontiac GTO, ставшую первым настоящим muscle-car — «крутым автомобилем», который буквально покорил Америку в середине 60-х.
В 1965 году Делореан стал президентом Pontiac. Под руководством Делореана Pontiac во второй половине 1960-х годов оставался единственным прибыльным подразделением General Motors. В 1969 году Джон получил повышение — его перебросили на Chevrolet.
В 1972 году Джон Делореан получил должность вице-президента General Motors по производству легковых и грузовых автомобилей. Его годовая зарплата составляла 650 тыс. долларов. В 1973 году он ушел в отставку. Делореан возглавил благотворительную организацию «Национальный союз бизнесменов» и некоторое время руководил ею, вместе с автомобильным журналистом Патриком Райтом он написал книгу «Дженерал Моторс в истинном свете».

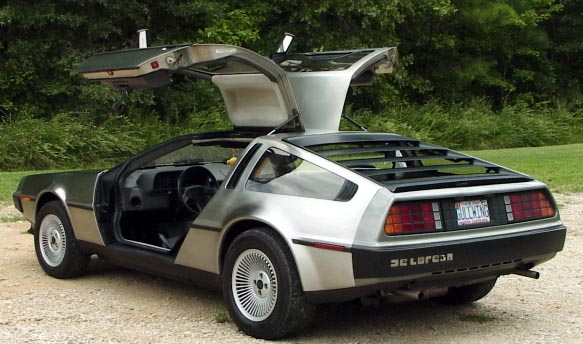
DeLorean DMC-12

В 1974 году Делореан основал компанию DMC (DeLorean Motor Company). Правительство Великобритании предложило построить фабрику в пригороде Белфаста. На постройку «с нуля» автомобильного завода, ставшего самым передовым в Европе, ушло всего полтора года.
Делореан хотел построить спорткар своей мечты, дешёвый, быстрый и долговечный. Дизайн новой модели был заказан знаменитому Джорджетто Джуджаро. Кузов машины был полностью выполнен из нержавеющей стали, под которой находился плексигласовый каркас. Главной отличительной приметой стали двери типа «Крыло чайки».

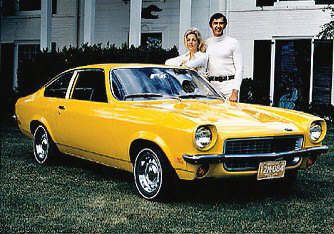
Джон Делореан и Chevrolet Vega, начало 1970-х/

Подвеской занимался Колин Чепмен, основатель фирмы Lotus. На автомобиль устанавливался 2,8-литровый двигатель V6 совместной разработки Peugeot, Renault и Volvo мощностью 130 л. с. Первый прототип был готов в 1976 году, а серийное производство началось в 1981 году, несмотря на то, что из-за нефтяного кризиса инвестиции в завод Делореана существенно сократились. Назвали новую машину DMC-12. Всего за три года было выпущено 8500 экземпляров. Из-за ряда проблем производство было свёрнуто. В 1985 году DeLorean DMC-12, к тому времени уже снятая с производства, стала «машиной времени» в культовом фильме Роберта Земекиса «Назад в будущее».
У Джона были грандиозные планы: он хотел создать новую автомобильную империю, пополнить «большую тройку» американских автопроизводителей (Ford, General Motors и Chrysler), выпустить 4-дверный седан DMC-24, минивэн и суперкар с мотором мощностью 1250 л. с. и ценой в миллион долларов. Но осуществить это ему не удалось. В октябре 1982 года ему было предъявлено обвинение в сбыте крупнейшей партии наркотиков (около 25 кг кокаина). В суде Джону удалось доказать, что история была подстроена ФБР, и он был оправдан.
19 марта 2005 года от осложнений после инсульта Джон Делореан скончался.

### Кино
- 30 апреля 2019 вышел в прокат документальный фильм режиссёров Дона Аротта и Шины М. Джойс «Открывая Джона ДеЛореана[англ.]», в котором рассказана биография создателя «DMC-12» от момента прихода его в «Pontiac» и до смерти 19 марта 2005 года. Помимо реальных кадров, в фильме была использована постановочная реконструкция некоторых событий из жизни Джона ДеЛореана. Главного героя сыграл Алек Болдуин, его жену, Кристину Ферраре — Морена Баккарин.

- 29 августа 2019 в российский прокат вышла авантюрная комедия «Тачка на миллион» режиссера Ника Хэмма о Джоне Делореане и истории создания легендарной «машины времени» DMC-12. Роль Джона исполнил Ли Пейс. Фильм был представлен на Венецианском кинофестивале и на кинофестивале в Торонто.

- В 2021 году на экраны вышел 3-х серийный документальный сериал « Джон Делориан: магнат и легенда / Myth & Mogul: John DeLorean» производства Netflix. Режиссёр: Майкл Конноли.